# Семёново (Кемеровская область)
Семёново — деревня в Ленинск-Кузнецком районе Кемеровской области. Входит в состав Чусовитинского сельского поселения.

## География
Центральная часть населённого пункта расположена на высоте 140 метров над уровнем моря. Деревня расположена на автомобильной дороге Кемерово — Ленинск-Кузнецкий — Новокузнецк в 66 км от Кемерово.

## Население
По данным Всероссийской переписи населения 2010 года, в деревне Семёново проживает 104 человека (45 мужчин, 59 женщин).